# Krankenhaus Bethanien Moers
Das Krankenhaus Bethanien Moers ist eine im nordrhein-westfälischen Moers am westlichen Rand des Ruhrgebietes ansässige Klinik. Träger ist die Stiftung Krankenhaus Bethanien für die Grafschaft Moers. Das Krankenhaus verfügt über 510 Betten und beschäftigt rund 1800 Mitarbeiter. Zur Stiftung Bethanien gehören außerdem das Seniorenstift Bethanien, der Ambulante Hospizdienst Bethanien, das Medizinische Versorgungszentrum Bethanien und die Bethanien Akademie.

## Geschichte

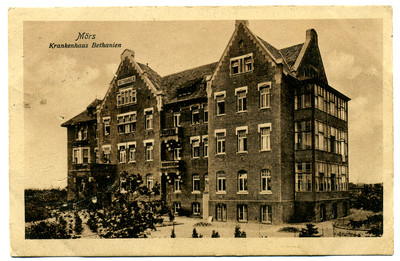
Krankenhaus Bethanien in der Gründungszeit

Die Stiftung Krankenhaus Bethanien für die Grafschaft Moers wurde 1852 unter Beteiligung des preußischen Königs Friedrich Wilhelms IV. gegründet. Zum Zeitpunkt ihrer Gründung stand das Krankenhaus im Zentrum, was sich bis heute im Stiftungsnamen zeigt. Inzwischen gehören neben einem Seniorenstift auch ein Medizinisches Versorgungszentrum (MVZ) inklusive mehrerer Zweigstellen, ein Ambulanter Hospizdienst und die Bethanien Akademie zur gesamten Stiftung. 
Das Krankenhaus Bethanien ist mit 510 Betten und elf Fachabteilungen das größte Akutkrankenhaus im Kreis Wesel. Es verfügt über je vier internistische und chirurgische Kliniken mit Gynäkologie, Radiologie und Pädiatrie. Ferner gibt es Lungen‑, Darm‑, Trauma‑, Perinatal- und Brustzentren sowie ein Institut für Pathologie.